# Underground Railroad

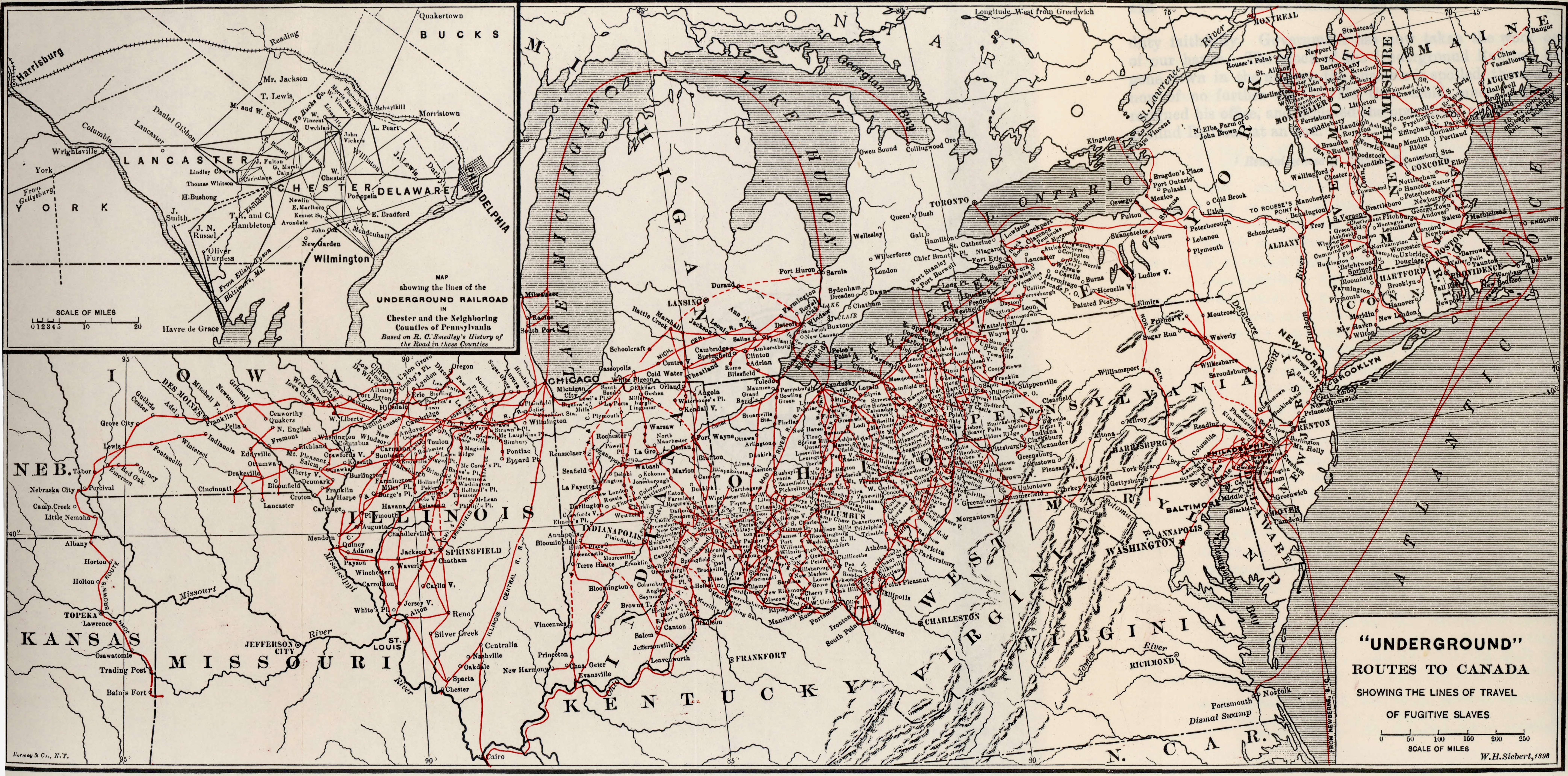
Mapa wielu tras w sieci umownego szlaku Kolej Podziemna, wydana w 1895

Kolej Podziemna (ang. Underground Railroad) – umowny szlak ucieczki amerykańskich zbiegłych niewolników, Afroamerykanów, będącym w istocie siecią dróg, pomocnych domostw, organizacji i społeczności.
Jako osoby pomocne, uczestniczyli w tym przedsięwzięciu głównie abolicjoniści: dawniej zbiegli niewolnicy i wolni biali Amerykanie, ci drudzy zaangażowani na tle wyznaniowym, protestanckim, początkowo głównie kwakrzy pensylwańscy. Szlakami Underground Railroad przerzucano ludzi z południa na północ (w dużej mierze, dalej do Kanady), lecz także do Meksyku.
Przykładowo, rewolwerowiec Dziki Bill Hickok wychował się na wyśmienitego strzelca z konieczności, jako dziecko w obronie domostwa wiejskich abolicjonistów, stanowiącym schronisko na szlaku Underground Railroad w północnym regionie stanu Illinois.
Obecnie, nowo utworzone National Underground Railroad Freedom Center, muzeum narodowe USA poświęcone sieci Underground Railroad, znajduje się u brzegu rzeki Ohio w jednym z głównych ośrodków tej sieci, Cincinnati w południowo-zachodnim kącie stanu Ohio, na dawnej granicy z niewolniczym południem, stanem Kentucky.

## Pochodzenie nazwy i stosowane nazewnictwo

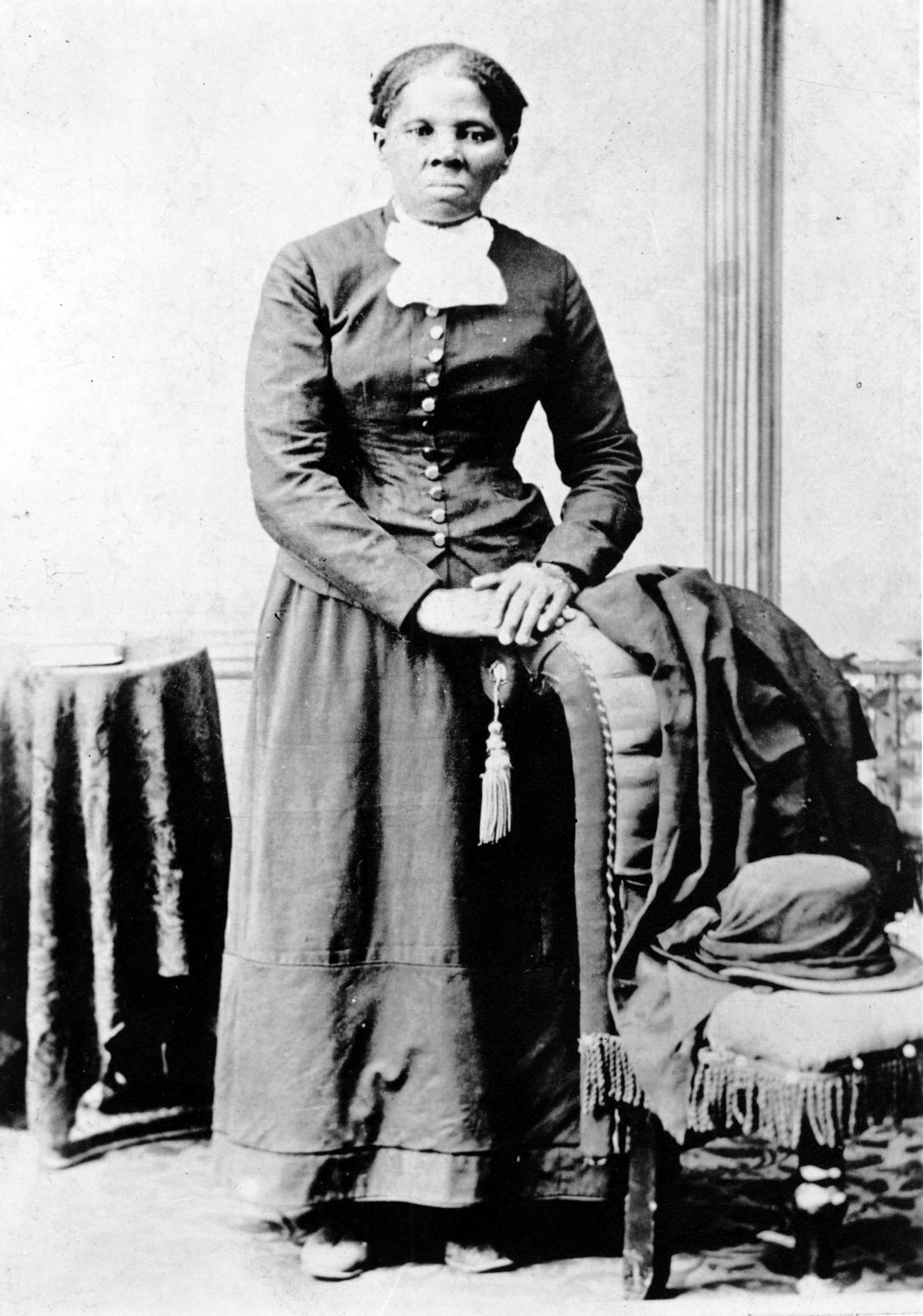
Harriet Tubman, abolicjonistka, zbiegła niewolnica, działaczka w ramach Underground Railroad, kombatant zbrojny i zwiadowca w armii Unii podczas wojny secesyjnej, pierwsza kobieta-przywódca tej wojny: zbrojnego rajdu, który uwolnił ponad 750 osób. Przed wojną odbyła z narażeniem życia i własnej wolności 19 misji z powrotem do niewolniczego stanu Maryland, umożliwiając tymże ucieczkę z niewolnictwa ponad 300 osobom

Underground Railroad nadano kolejowe brzmienie, lecz nie z powodu przerzucania ludzi koleją. Chociaż niektóre przerzucane osoby podróżowały w ten sposób, przynajmniej częściowo, to jednak większość uciekała pieszo lub jako pasażerowie wozów konnych. Natomiast sam szyfr używany przez abolicjonistów zawierał nazewnictwo kolejowe:
- Ludzie udzielający się w pomocy to "agenci" (ang. agents) lub pasterze (and. shepherds),
- Przewodnicy byli znani jako "konduktorzy" (ang. conductors),
- Miejscami ukrycia były "stacje" (ang. stations),
- Abolicjoniści z kolei naprawiali "tory" (ang. tracks),
- "Zawiadowcy" (ang. stationmasters) ukrywali niewolników we własnych domach czy na fermach,
- Zbiegli niewolnicy byli znani jako "pasażerowie" lub "towar" (ang. passengers lub cargo),
- Niewolnicy otrzymywali "bilet" (ang. ticket),
- Podobnie jak w tradycji muzyki gospel, "koła miały się toczyć [dosł. obracać]" (ang. the wheels would keep on turning),
- Dobrodziejami finansowymi Underground Railroad byli "udziałowcy" (ang. stockholders)

William Still, nazywany "Ojcem Underground Railroad", pomógł setkom niewolników uciec (zazwyczaj do 60 osób miesięcznie), czasem ukrywając ich we własnym domu w pensylwańskiej metropolii Filadelfii. Utrzymywał on przez cały czas dokładny rejestr z lapidarnymi informacjami biograficznymi, właśnie nacechowany częstym użyciem kolejowych przenośni. Pisywał listy do wielu ze swoich dawnych podopiecznych, często występując w roli pośrednika pomiędzy nimi a ich bliskimi, pozostawionymi na południu. Z czasem wydał swoje wspomnienia z tymi zapiskami, The Underground Railroad (1872).
Według Stilla, przesyłane wieści były zaszyfrowane słownictwem w taki sposób, żeby pozostały zrozumiałe tylko dla protagonistów tego przedsięwzięcia. Np. "Wysłałem via o czternastej cztery duże i dwie małe szynki" (ang. "I have sent via at two o'clock four large and two small hams"), oznaczało, że cztery dorosłe osoby z dwojgiem dzieci wysłano pociągiem z miasta Harrisburg do Filadelfii. Natomiast wtrącone dodatkowo słowo via udzielało wskazówki, iż "pasażerowie" ci nie zostali wysłani rozkładowo (pociągiem odjeżdżającym o podanym czasie ze stacji w Harrisburgu i przybywającym według rozkładu jazdy na stację główną w Filadelfii o określonej porze), lecz przechwyceni zostali na przystanku w filadelfijskim przedmieściu Reading. Domniemani łowcy zbiegów byli tymże wyprowadzeni w pole, a Still mógł zbiegów przechwycić i ukryć, docelowo przemycić do Kanady.

Flaga stanowa Alaski przedstawia swoistego rodzaju nocną mapę dla ludzi korzystających z Underground Railroad

Także, asteryzm Wielkiego Wozu (na niebie w gwiazdozbiorze Wielkiej Niedźwiedzicy), w anglojęzycznej tradycji "Wielki Czerpak" (ang. Big Dipper), którego "naczynie" otwiera się na Polaris (po ang. "Gwiazdę Północy"), znany był jako "skorupa pitna" (ang. drinkin' gourd) i została uwieczniona w pieśni ludowej pochodzącej z tego okresu, pt. "Follow the Drinkin' Gourd". Sama sieć Underground Railroad często była zwana "pociągiem do wolności" (ang. freedom train) czy "pociągiem gospelowym" (ang. Gospel train), który to zmierzał do nieba (ang. Heaven) czy do ziemi obiecanej (ang. the Promised Land): do Kanady.